# Oropolí
Oropolí é uma cidade hondurenha do departamento de El Paraíso.